# Праліс дуба скельного (пам'ятка природи)
Пра́ліс ду́ба ске́льного — ботанічна пам'ятка природи місцевого значення в Україні. Розташована в межах Глибоцького району Чернівецької області, на захід від південної частини села Валя Кузьмина. 
Площа 5 га. Статус присвоєно згідно з рішенням 6-ї сесії обласної ради XXIV скликання від 27.12.2002 року № 127-6/02. Перебуває у віданні ДП «Чернівецький лісгосп» (Кузьмінське лісництво, кв. 5, вид. 11). 
Статус присвоєно для збереження частини лісового масиву з цінними насадженнями дуба скельного віком бл. 200 років. 